# باترسي
باترسي حي في وسط لندن، يقع على الضفة الجنوبية من نهر التمز.
يشتهر الحي يحديقة «باترسي بارك» إلى جانب محطة باترسي - وكانت سابقا محطة تولد الطاقة الكهربائية.

## أعلام
- روبرت ليندساي
- كيث بوتسفورد
- هنري ساينت جون، نبيل بولينغبروك
- سيمون بلاكويل
- غاريث هنت
- إدوارد أفيلينغ
- أنتوني برستون
- جورج براون
- ديف كليمنت
- بيتر سميث